# Comarca de Cuité
A Comarca de Cuité é uma comarca de segunda entrância com sede no município de Cuité, no estado da Paraíba, Brasil.
É termo da Comarca de Cuité, o município de Nova Floresta.
No ano de 2016, o número de eleitores inscritos na referida comarca foi de 47 041.